# Механизм роста Франка — Ван дер Мерве
Механизм роста Франка — Ван дер Мерве или механизм послойного роста (англ. Frank–van der Merwe growth mode) — один из трёх основных механизмов роста тонких плёнок, описывает послойный рост плёнок.

## Описание
Послойный рост по механизму Франка-ван дер Мерве относится к случаю, когда атомы плёнки сильнее связаны с подложкой, чем друг с другом. В результате этого рост следующего слоя не начинается, пока не завершено формирование предыдущего, то есть имеет место строго двумерный рост. После формирования первого слоя механизм может измениться, поэтому в случае к переходу к росту островков реализуется механизм роста Странского — Крастанова.